# Tuý Ông Đình

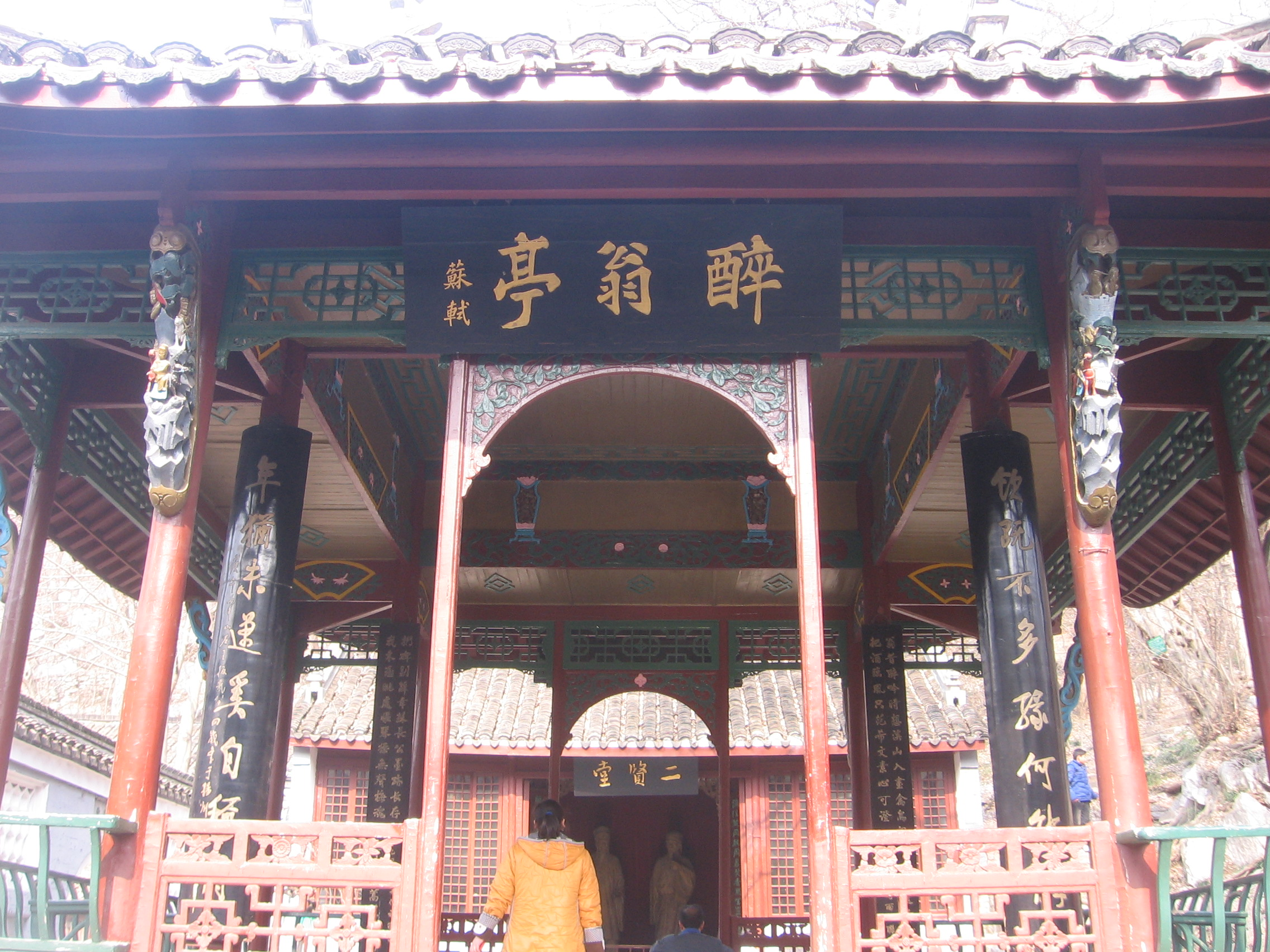
Tuý Ông Đình

Tuý Ông Đình (tiếng Trung: 醉翁亭; bính âm: Zùiwēng Tíng) là một ngôi đình nằm ở phía đông nam của thành phố Trừ Châu, tỉnh An Huy, Cộng hòa Nhân dân Trung Hoa. Tên của ngôi đình được đặt theo tên của nhà thơ thời Bắc Tống Âu Dương Tu, có tên hiệu là "Tuý Ông" và từng sáng tác một bài thơ có nhan đề Tuý Ông đình ký (Bài ký về đình Túy Ông).